# رابین اربن
رابین اربن (انگلیسی: Robin Urban؛ زادهٔ ۱۳ آوریل ۱۹۹۴) بازیکن فوتبال اهل آلمان است.
از باشگاه‌هایی که در آن بازی کرده‌است می‌توان به باشگاه فوتبال هالشر، باشگاه فوتبال یان رگنسبورگ، و باشگاه فوتبال فورتونا دوسلدورف اشاره کرد.